# Дауї Тенга Ума
Дауї Тенга Ума (давньоірл. Dauí Tenga Uma), також згадується як Дауї Галах (давньоірл. Dauí Galach, помер 502) — король Коннахту, давнього ірландського королівства.

## Біографія
Дауї був наймолодшим з 24 синів Бріона мак Ехах, вождя клану Уї Бріуйн. Отримав прізвисько «Медовий язик» за свою красномовність. Згідно з переказами, Дауї єдиний з братів прийняв християнство від святого Патріка. За це святий Патрік напророкував, що Дауї і його нащадки будуть королями Коннахту. Згідно з середньовічними хроніками «Laud Synchronisms» та «Лейнстерська книга», після загибелі верховного короля Ірландії та короля Коннахту Айліля Молта у 482 році трон Коннахту перейшов то Дауї Тенга Ума. У деяких списках монархів Коннахту і в «Поемі про християнські королі Коннахту» наступником Айліля Молта названий Дауї Галах, якого сучасні історики ототожнюють з королем Дауї Тенга Умою.
Про правління короля Дауї мало відомостей. Згідно ірландських середньовічних хронік Дауї Тенга Ума мав конфлікт із своїм зятем, королем Айлеха Муйрхертахом мак Ерке. Причиною конфлікту став полон королем Коннахту свого брата Еохайда Тірмхарна, незважаючи на те, що король Муйрхертах обіцяв тому забезпечити його недоторканність. В ході війни відбулись чотири битва. В останній з цих битв, що сталася у 502 році біля сучасного Сегайса на річці Бойл, Дауї Тенга Ума загинув.
Хоча Дауї мав кількох синів, жоден з них так і не зумів зійти на коннахтський престол, який дістався онуку Айліля Молта Еогану Белу. Першим з нащадків Дауї, хто знову зміг стати правителем Коннахту, був його праправнук Еху Тірмхарна.